# Hértevin jezik
Hértevin jezik (ISO 639-3: hrt), istočnoaramejski jezik koji se govori u azijskom dijelu Turske na području provincije Siirt. Danas ga u Turskoj rabi svega oko 1 000 ljudi (1999 H. Mutzafi), jer su mnogi odselili na Zapad. 
Postoje tri dijalekta hértevin (arton), umraya i jinet, a služe se i sjevernokurdskim [kmr]. Piše se sirijskim (sirskim) pismom.

## Vanjske poveznice
- Ethnologue (14th)
- Ethnologue (15th)